# Adenomeris
Adenomeris är ett släkte av mångfotingar. Adenomeris ingår i familjen Doderiidae.
Kladogram enligt Catalogue of Life:
| Adenomeris | \| \| Adenomeris gibbosa \| \| \| \| \| \| Adenomeris hispida \| \| \| \| |
|            | \| \| Adenomeris gibbosa \| \| \| \| \| \| Adenomeris hispida \| \| \| \| |
|            | Doderia                                                                   |
|            |                                                                           |
|            | Gervaisia                                                                 |
|            |                                                                           |
|            | Spelaeogervaisia                                                          |
|            |                                                                           |
|            | Trachysphaera                                                             |
|            |                                                                           |
|            | Adenomeris gibbosa                                                        |
|            |                                                                           |
|            | Adenomeris hispida                                                        |
|            |                                                                           |

|  | Adenomeris gibbosa |
|  |                    |
|  | Adenomeris hispida |
|  |                    |